# Daniel Remón
Daniel Remón Magaña (Madrid, 1983) es un dramaturgo, guionista. novelista y director de cine español. Junto a su hermano, Pablo Remón, ha escrito los guiones de las películas Casual Day y Cinco metros cuadrados. Además, junto a su hermano y a Benito Zambrano ha escrito el guion de Intemperie.

### Obra dramática
- El diablo (2017). Editado por el Instituto Nacional de Artes Escénicas y de Teatro.
- Muladar (2014). Escrito junto Pablo Remón.

### Novela
- Literatura (2021). Editorial Seix Barral.
- Ciencia Ficción (2024). Planeta de Libros.

### Guion
- Historias para no dormir - Episodio 1 El doble (2021).
- Casual day (2017) (Junto a Pablo Remón).
- Cinco metros cuadrados (2011) (Junto a Pablo Remón).
- Intemperie (2019) (Junto a Pablo Remón y Benito Zambrano).

## Premios
Premios Goya
| Año  | Categoría            | Película   | Resultado |
| ---- | -------------------- | ---------- | --------- |
| 2019 | Mejor guion original | Intemperie | Ganador   |

Medallas del Círculo de Escritores Cinematográficos
| Año  | Categoría            | Película   | Resultado |
| ---- | -------------------- | ---------- | --------- |
| 2008 | Mejor guion original | Casual Day | Ganador   |

Otros premios
- Premio Calderón de la Barca (2017) por su obra El diablo.[3]